# Karl Bohny
Karl Bohny (Bazel, 4 april 1856 - aldaar, 28 maart 1928) was een Zwitsers militair arts en kolonel uit het kanton Basel-Stadt.

## Biografie
Karl Bohny was werkzaam als hoofdarts van het Zwitserse Rode Kruis en was van 1918 tot 1928 voorzitter van deze organisatie als opvolger van Isaak Iselin-Sarasin. Tijdens de Eerste Wereldoorlog, waarin Zwitserland neutraal was, zete hij zich in voor de repatriëring en verzorging van oorlogsgewonden uit de Zwitserse buurlanden die in dit conflict betrokken waren. Hiervoor kreeg hij in januari 1920 een eredoctoraat aan de Universiteit van Bazel.
Zijn zoon Gustav Adolf Bohny zou later eveneens voorzitter worden van het Zwitserse Rode Kruis.

## Onderscheidingen
- Doctor honoris causa aan de Universiteit van Bazel (1920)